# Johann Georg von Goldbach
Johann Georg von Goldbach († 1746) war ein nobilitierter Augsburger Patrizier, Stadtrat, Steueramtmann und Kanzler des Reichserbtruchsessen Graf Wolfsegg-Waldsee.

## Leben
Johann Georg entstammte der angesehenen Patrizierfamilie Goldbach aus der Reichsstadt Wangen. Durch seine Heirat 1700 mit Maria Elisabetha von Panzau, der Tochter des Rates zu Augsburg Nicolaus Ludwig, wurde er in die Augsburger Geschlechterstube aufgenommen. Darauf erfolgte seine Ernennung zum Kanzleidirektor des Reichserbtruchsessen Graf Wolfsegg-Waldsee. Am 1. Mai 1707 bestätigte der Kaiser in Wien Johann Georg und seinen Brüdern Georg Heinrich und Georg Wilhelm Goldbach den rittermäßigen Adelsstand. Auf Grund Mangel an katholischen Geschlechtern wurde Goldbach durch Nachweis seines Adelsbriefes 1708 selbst zum Augsburger Patrizier ernannt. 1715 kam er trotz Einwänden und Beschwerde älterer Geschlechter in den städtischen Rat. Goldbach stieg bis zum reichsstädtischen Steueramtmann auf und starb 1746 ohne Nachkommen. Sein Epitaph befand sich auf der sogenannten „Finsteren Gräbd“ am Augsburger Fronhof, auf dem sich bis 1809 drei Kapellen und zwei Friedhöfe befanden.